# Riley 9 (1907)
La 9 è un'autovettura prodotta dalla Riley dal 1907 al 1911. 

## Contesto
È stato il primo modello commercializzato dalla casa automobilistica di Coventry. Faceva parte della categoria delle utilitarie, ed era posizionata alla base della gamma offerta dalla Riley, sotto la 10 e la 12.
La 9 possedeva una carrozzeria torpedo a due posti, ed aveva installato un motore V2 a valvole laterali e raffreddato ad acqua, da 1.034 cm³ di cilindrata. Questo propulsore erogava 9 CV di potenza.
A differenza di molti modelli contemporanei, la 9 aveva le ruote rimovibili; ciò facilitava parecchio il cambio degli pneumatici. Il telaio pesava 457 kg.
Il modello è stato offerto fino al 1911. Venne sostituito dalla Riley 10.